# Stenopterygii
Los estenopterigios (Stenopterygii) son un superorden de peces teleósteos, fundamentalmente marinos de aguas profundas o abisales, con numerosos dientes y algunas especies con órganos bioluminiscentes.

## Sistemática
Se agrupan en dos órdenes de estenopterigios:
- Orden Ateleopodiformes
- Orden Stomiiformes